# Kommunistische Partei Tadschikistans
Die Kommunistische Partei Tadschikistans (tadschikisch Ҳизби коммунистии Тоҷикистон Hisbi kommunistii Todschikiston; russisch Коммунистическая партия Таджикистана) ist eine kommunistische Partei in Tadschikistan. Sie war nach der Unabhängigkeit Tadschikistans die wichtigste politische Partei des Landes und wurde bei der ersten Parlamentswahl in Tadschikistan 1995 mit 60 Sitzen im neu gewählten tadschikischen Parlament stärkste Fraktion.
Bei den Wahlen, die zwischen dem 27. Februar und dem 13. März 2005 stattfanden, erhielt die Partei 20,63 % und zog mit 4 von 63 Sitzen ins Parlament ein.
Bei den Wahlen am 28. Februar 2010 erhielt die Partei 7 % der Stimmen und damit 2 Sitze im Parlament.
Die Partei ist an die Union der Kommunistischen Parteien – Kommunistische Partei der Sowjetunion gebunden.
Vorsitzender der Partei war von 1991 bis 2016 Schodi Dawljatowitsch Schabdolow. Sein Nachfolger wurde Merodsch Abdullojew.